# Familleureux
Familleureux est une section de la commune belge de Seneffe, située en Région wallonne dans la province de Hainaut.

## Toponymie

### Attestations anciennes
de Ruez Famelico (1160 ; 1164), de Famelico Ruz (1162), Famelouruz (1185).

### Étymologie
Le nom de Familleureux, selon Maurits Gysseling, vient à la fois du latin famēlicum (« affamé, misérable ») et du germanique roþa (« essart »). Déjà en 1863, Théophile Lejeune regarde cette étymologie comme « la plus probable ».

## Évolution démographique
- Sources : INS, Rem. : 1831 jusqu'en 1970 = recensements, 1976 = nombre d'habitants au 31 décembre.

## Liste des bourgmestres de 1830 à 1977
- Omer Harou, de 1862 à 1872, (Parti Libéral).

## Patrimoine et culture

### Patrimoine architectural
- Eglise Saint-Barthélemy. L'édifice conserve une chœur à chevet plat du XIIIe siècle. Les collatéraux et la nef du XVIe siècle prolongées vers l'ouest par deux travées de style néo-gothiques en 1876 et 1877. En 1902, l'église fut victime d'un incendie qui oblige à restauré l'ensemble des nefs, toiture et clocher. Une restauration a été entreprise en 1835 et 1936[4].
- Château de Familleureux, rue Aveau. Edifié sur un plan en L de type traditionnel du début du XVIIIe siècle. Dans le courent du XVIIIe siècle est partiellement reconstruit et agrandi[5].

## Personnalités
- Englebert Maghe, abbé de Bonne-Espérance, né à Familleureux en 1636.
- Serge Poliart, dessinateur et peintre satirique, né à Familleureux en 1953, y a grandi.